# Ilhas Cook

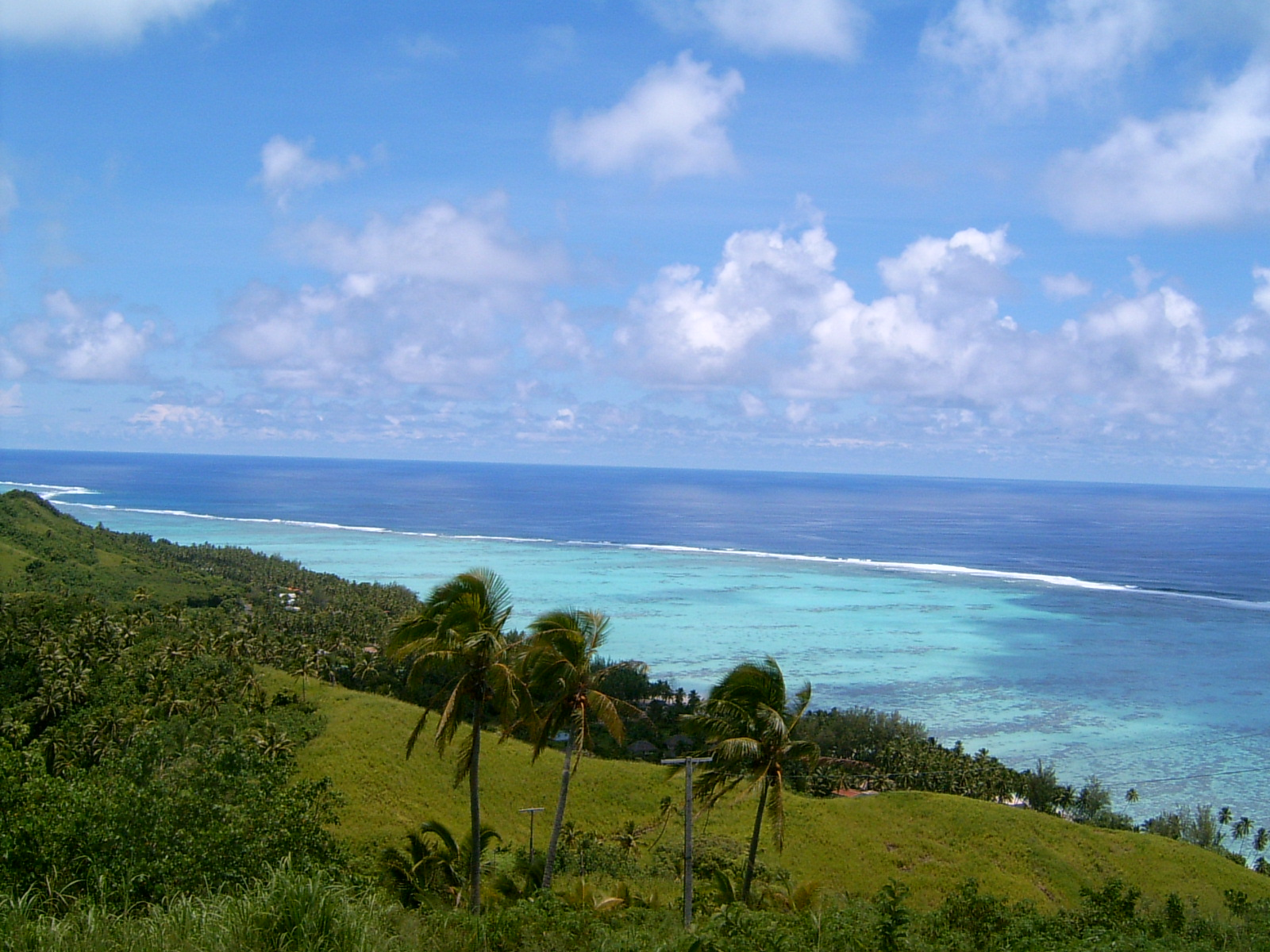
Aitutaki, Ilhas Cook.

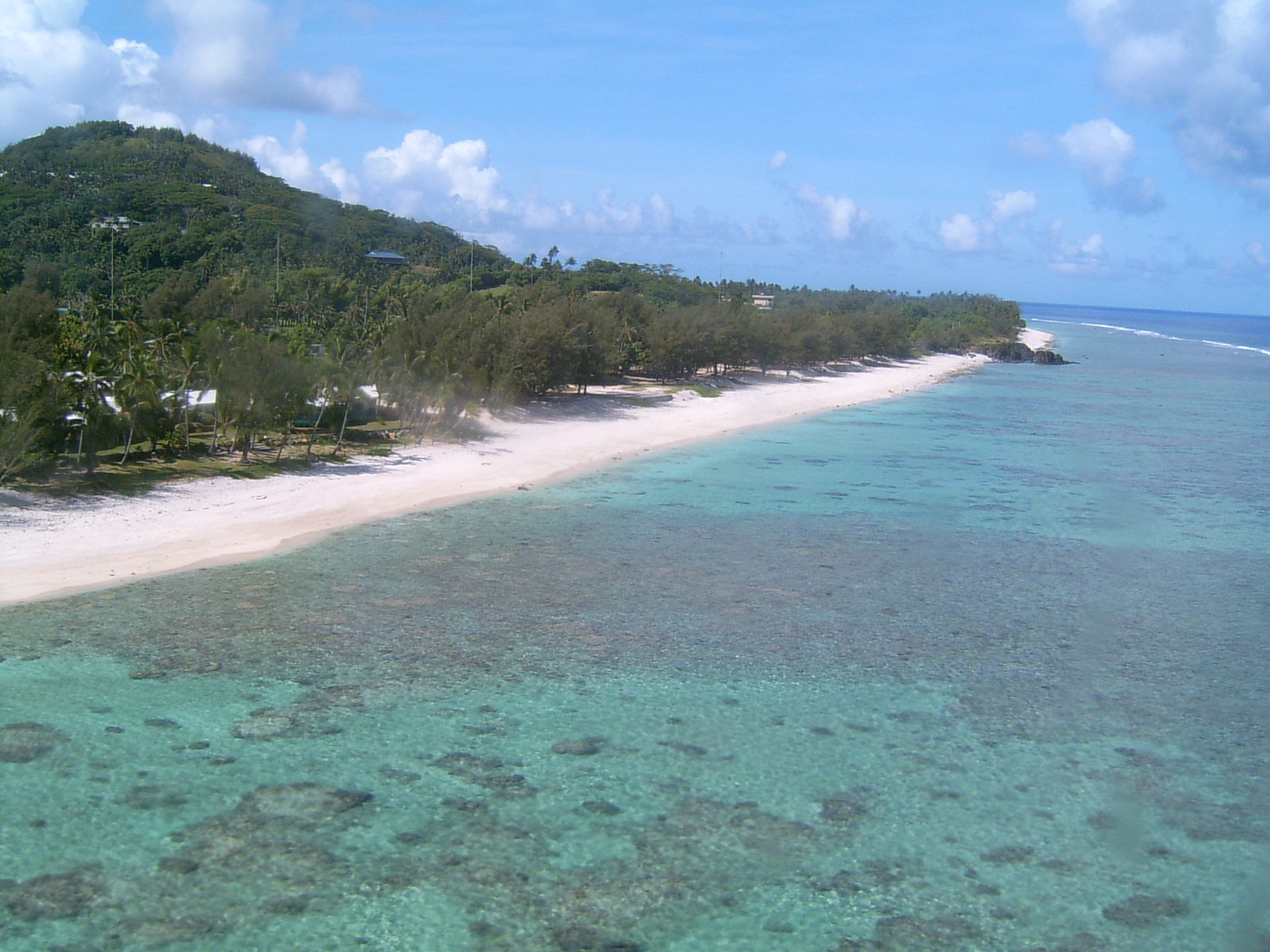
Rarotonga, Ilhas Cook.

As Ilhas Cook (em inglês:  Cook Islands, pronunciado: [ˈkʊk ˈaɪləndz]; em maori: Kūki 'Āirani) são um país autônomo do Oceano Pacífico, em livre associação com a Nova Zelândia. É formado por um arquipélago que compreende 15 ilhas cuja área total de terra é de 240 km². A Zona Económica Exclusiva das Ilhas Cook (ZEE), no entanto, cobre 1,8 milhão de km² de oceano.
A defesa e as relações exteriores das Ilhas Cook são da responsabilidade da Nova Zelândia, porém, essas responsabilidades não conferem direitos de controle e são apenas exercidas a pedido do Governo das Ilhas Cook. Nos últimos tempos, as Ilhas Cook adotaram uma política externa cada vez mais independente. Embora os cookianos sejam cidadãos neozelandeses, eles têm o status de nacionais de Ilhas Cook, que não é dado a outros cidadãos da Nova Zelândia.
Os principais centros populacionais das Ilhas Cook estão na ilha de Rarotonga (10 572 de habitantes em 2011), onde há um aeroporto internacional. Há uma população maior de cookianos na Nova Zelândia, particularmente a Ilha do Norte. No recenseamento de 2006, 58 008 se declararam como sendo de origem étnica das Ilhas Cook.
Com cerca de 100 mil visitantes que viajam para as ilhas no ano financeiro de 2010-11, o turismo é a principal indústria do país e o principal elemento da economia, à frente do setor bancário offshore, pérolas e exportações de produtos marinhos e frutas.

## História
As ilhas, anteriormente exploradas e povoadas por polinésios e espanhóis, receberam seu nome do navegante britânico James Cook que, em 1770, traçou o primeiro mapa do arquipélago.
Em 1821, missionários taitianos foram enviados para as ilhas pela London Missionary Society e fundaram uma sociedade teocrática protestante. Destruíram as estruturas pagãs e as formas tradicionais de organização. As ilhas foram declaradas protetorado britânico em 1888 e passaram a fazer parte da Nova Zelândia em 1901, quando foi reconhecido o direito dos maoris a suas terras e foi proibida a venda de imóveis a estrangeiros. Em 1965, por meio de um plebiscito promovido e supervisionado pela ONU, em que puderam votar pela independência do país, a maioria da população cookense manifestou-se no sentido de obter autonomia interna, mas mantendo um vínculo com a Nova Zelândia, como um estado associado (arranjo similar foi escolhido pela população da vizinha Niue).
Durante 15 anos, o primeiro-ministro Albert Henry, do Partido das Ilhas Cook (PIC), governou com mão de ferro. Em 1978, foi substituído por Thomas Davis, do Partido Democrático (PD), que iniciou programas de estímulo ao setor privado exportador de frutas. No entanto, foi deposto pelo Parlamento em 1987 e substituído por Pupuke Robati, também do PD.
A partir de 1991, quando as injeções econômicas da Nova Zelândia nas Ilhas Cook ficaram reduzidas a 17% do orçamento do arquipélago, os dois governos decidiram que o órgão auditor das Ilhas Cook ficaria encarregado de supervisionar as finanças estatais em substituição à auditoria da Nova Zelândia.
Ao iniciar-se a segunda metade da década de 1990, a dívida pública cookiana alcançava cerca de 900 milhões de dólares estadunidenses. O primeiro-ministro Geoffrey Henry anunciou uma série de medidas drásticas, como a redução em 50% do funcionalismo público, corte de 15% do salário dos funcionários públicos restantes e um plano de privatização. No final de 1997, ademais, o governo cookiano acabou com alguns ministérios por falta de verbas e reduziu o orçamento dos ministérios restantes em 10%.

## Geografia
As Ilhas Cook são um arquipélago situado no Pacífico Sul, com uma área de 236 km², a 2,7 mil km a nordeste da Nova Zelândia. O país é composto por 15 ilhas, estendidas em uma superfície marítima de 2 milhões de km². Divide-se em dois grupos: as ilhas do norte são seis pequenos atóis coralinos, baixos e áridos, com área total de 25 km²; as do sul são oito ilhas vulcânicas mais extensas, altas e férteis (211 km²).
A capital Avarua fica na maior ilha, Rarotonga (67 km²). No final do século passado e início deste século, a ilha, em média a cada cinco anos, tem sofrido secas gravíssimas.

## Política e relações exteriores

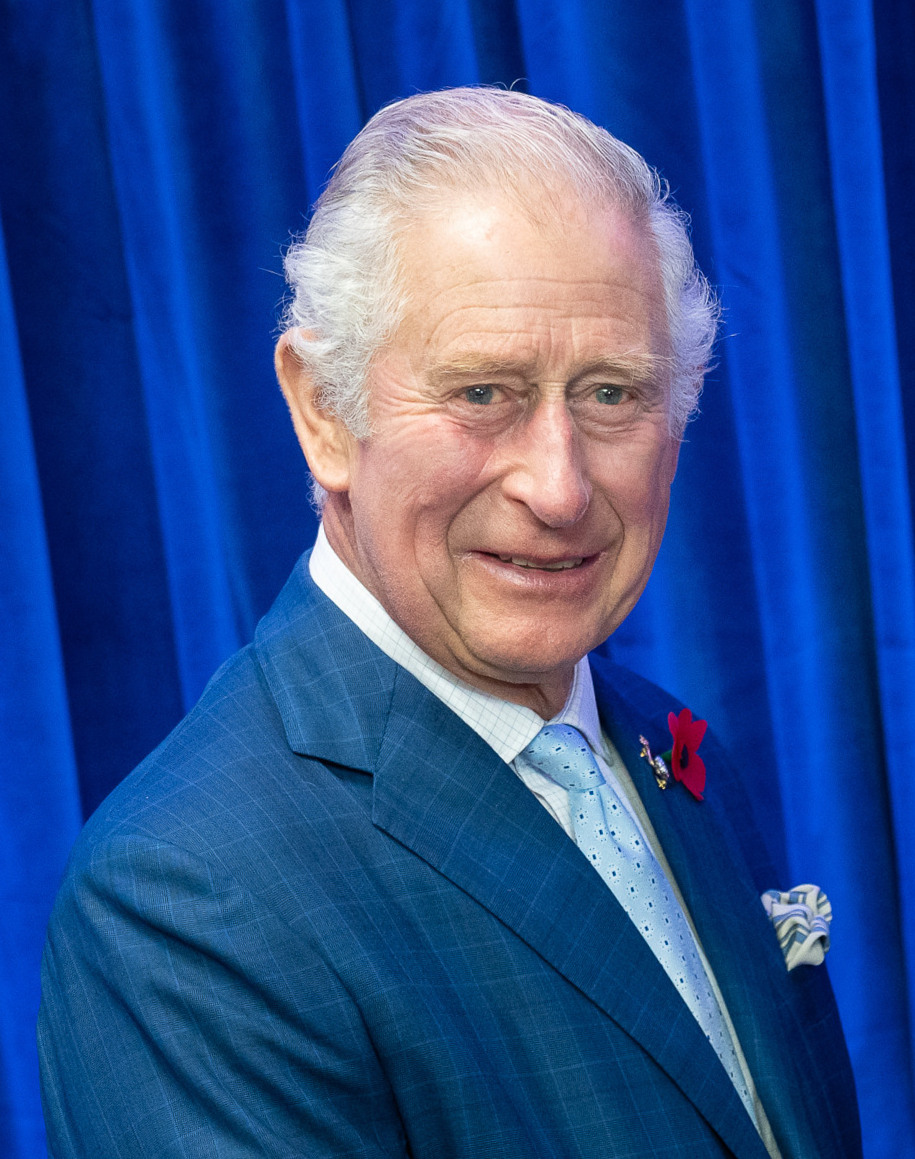
O Rei Carlos III do Reino Unido exerce a função de chefe de Estado das Ilhas Cook desde 2022.

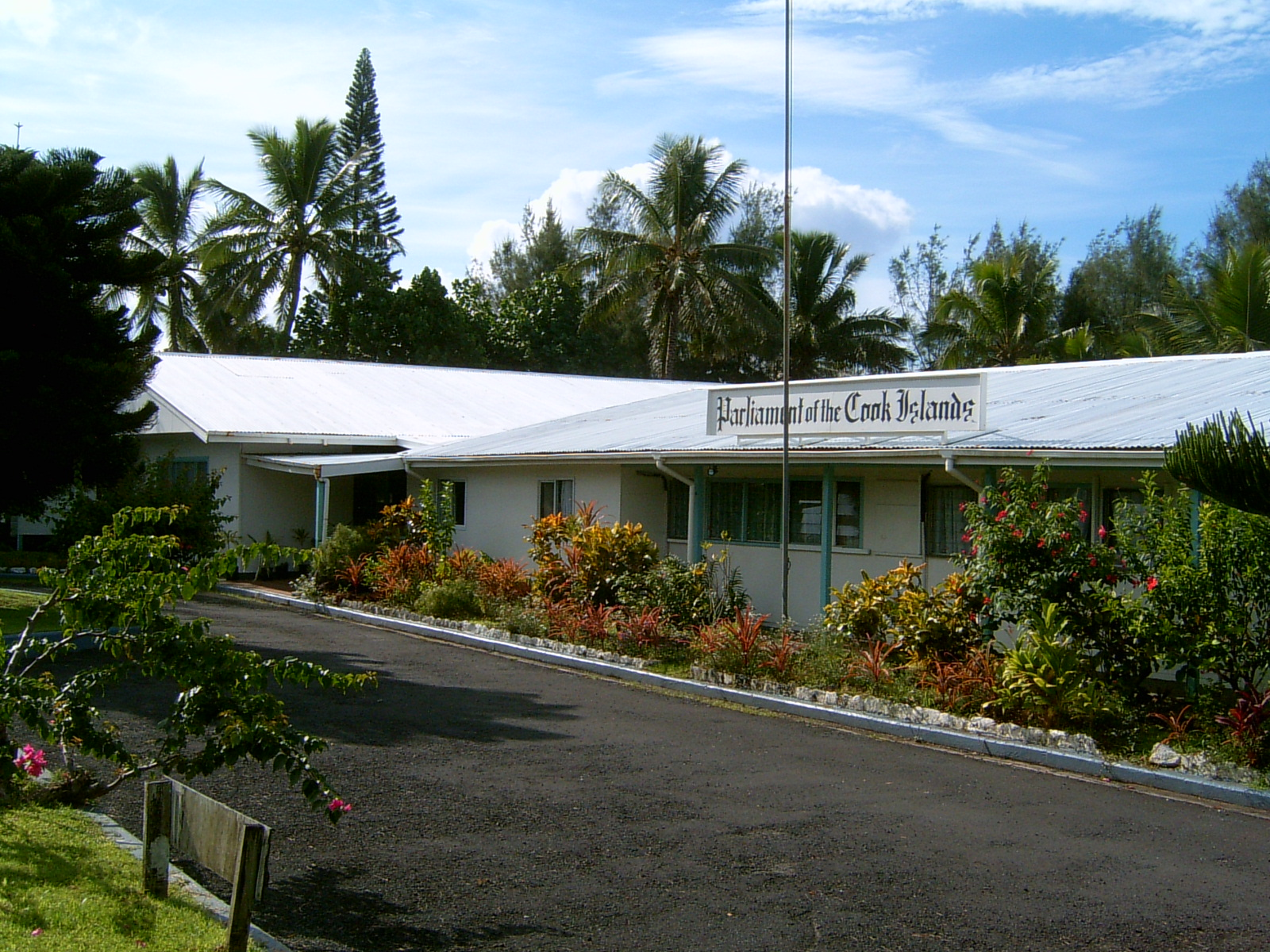
O edifício parlamentar das Ilhas Cook, anteriormente um hotel.

As Ilhas Cook são uma democracia representativa com um sistema parlamentarista em um relacionamento estatal associado com a Nova Zelândia. O poder executivo é exercido pelo governo, com o Primeiro Ministro como chefe de governo. O poder legislativo é investido tanto do governo como do Parlamento das ilhas Cook. Existe um sistema pluriforme e multipartidário. O Judiciário é independente do executivo e da legislatura. O chefe de Estado é o Monarca da Nova Zelândia, que é representado nas Ilhas Cook pelo Representante do Rei.

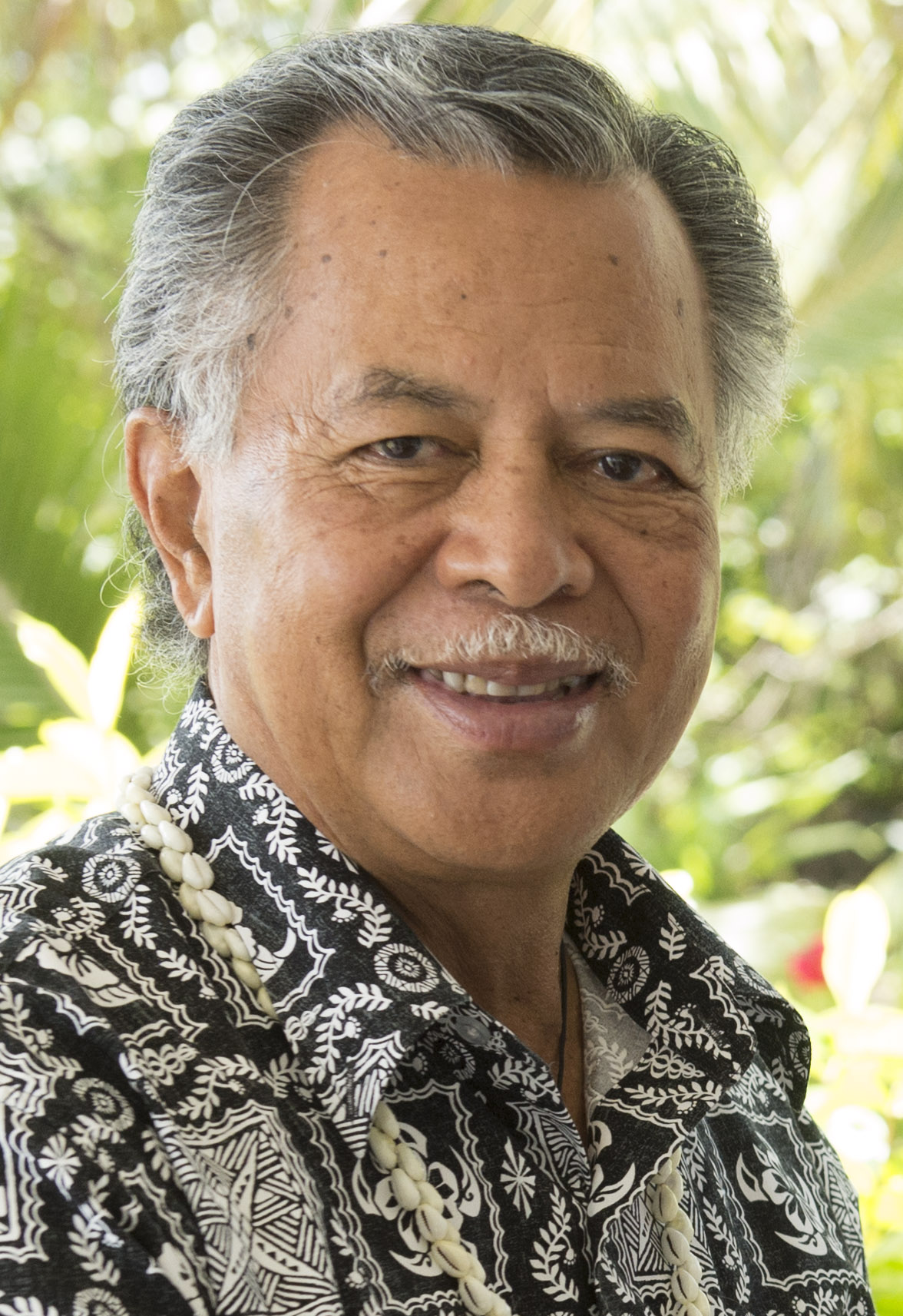
Henry Puna é o primeiro-ministro e chefe de governo das Ilhas Cook.

As ilhas são autônomas em "livre associação" com a Nova Zelândia. A Nova Zelândia mantém a responsabilidade principal pelos assuntos externos, com consulta ao governo das Ilhas Cook. Os cidadãos das ilhas Cook são cidadãos da Nova Zelândia e podem receber serviços do governo da Nova Zelândia, mas o contrário não é verdade; Os cidadãos da Nova Zelândia não são nacionais de Ilhas Cook. Apesar disso, a partir de 2014, as Ilhas Cook tinham relações diplomáticas em seu próprio nome com 43 outros países. As Ilhas Cook não são um Estado-Membro das Nações Unidas, mas, juntamente com Niue, reconheceu a sua "capacidade de elaboração integral de tratados" pelo Secretariado das Nações Unidas, e é membro pleno das agências especializadas da OMS e da UNESCO, é membro associado da Comissão Econômica e Social para a Ásia e o Pacífico (UNESCAP) e membro da Assembleia de Estados do Tribunal Penal Internacional.
Em 11 de junho de 1980, os Estados Unidos assinaram um tratado com as Ilhas Cook especificando a fronteira marítima entre as Ilhas Cook e Samoa Americana e também renunciando a reivindicações americanas para Penrhyn, Pukapuka, Manihiki e Rakahanga. Em 1990, as Ilhas Cook e a França assinaram um tratado que delimitava a fronteira entre as Ilhas Cook e a Polinésia Francesa. À medida que a concorrência entre os EUA e a China se aqueceu no Mar da China Meridional e outras áreas mais próximas do continente, as Ilhas Cook começaram a sentir os resultados. No final de agosto de 2012, por exemplo, a secretária de Estado dos Estados Unidos, Hillary Clinton visitou as ilhas.

### Direitos humanos
A homossexualidade masculina é ilegal nas ilhas Cook e é punível com uma pena máxima de sete anos de prisão.

## Economia
A economia é fortemente afetada pela geografia. Está isolado dos mercados estrangeiros e possui alguma infraestrutura inadequada; Carece de recursos naturais importantes, tem produção limitada e sofre moderadamente de desastres naturais.[carece de fontes?] O turismo fornece a base econômica que compõe aproximadamente 67,5% do PIB. Além disso, a economia é apoiada por ajuda externa, principalmente da Nova Zelândia. A República Popular da China também contribuiu com a ajuda externa que resultou, entre outros projetos, no prédio da Polícia. As Ilhas Cook estão expandindo seus setores de agricultura, mineração e pesca, com diversos sucessos.
Desde aproximadamente 1989, as Ilhas Cook tornaram-se um local especializado nos chamados fundos de proteção de ativos, pelos quais os investidores abrigam ativos do alcance dos credores e autoridades legais. De acordo com o New York Times, os cookianos têm "leis planejadas para proteger os bens dos estrangeiros de reivindicações legais em seus países de origem", aparentemente criados especificamente para frustrar o longo braço da justiça americana; Os credores devem viajar para as Ilhas Cook e argumentar seus casos sob a lei cookiana, muitas vezes com uma despesa proibitiva. Ao contrário de outras jurisdições estrangeiras, como as Ilhas Virgens Britânicas, as Ilhas Cayman e a Suíça, as Ilhas Cook "geralmente ignoram as ordens judiciais estrangeiras" e não exigem que contas bancárias, imóveis ou outros ativos sejam protegidos contra o escrutínio (é ilegal divulgar nomes ou qualquer informação) fisicamente localizado dentro do arquipélago. Os impostos sobre os funcionários de confiança representam cerca de 8% da economia das Ilhas Cook, atrás do turismo, mas antes da pesca.
Nos últimos anos, as Ilhas Cook ganharam uma reputação como paraíso devedor, através da promulgação de legislação que permite aos devedores proteger seus bens das reivindicações dos credores.

## Demografia
A maioria dos habitantes são de etnia polinésia (81%), tendo minorias mestiças (15%), europeias (2%), e o restante pertencendo a outros grupos étnicos. A maioria da população professa o cristianismo do ramo protestante (muitos pertencentes à Igreja Cristã das Ilhas Cook) e há também uma minoria católica. As línguas oficiais são o Inglês e o Maori das Ilhas Cook (também chamado Rarotongan); mas outras línguas também são faladas como tongarevan, rakahiki e pukapukan.
Muitos habitantes emigraram para outros países, estima-se que existam cerca de 60 mil no exterior; dos quais 40 mil estão na Nova Zelândia. Há uma diminuição no país em todas as ilhas, com exceção de Rarotonga.